# Andreas Georgson
Andreas Georgson (* 21. Februar 1982) ist ein schwedischer Fußballtrainer und -funktionär. Seit Sommer 2024 ist er für Manchester United tätig.

## Sportlicher Werdegang
Georgson war als Spieler im höherklassigen Amateurbereich aktiv und spielte insbesondere für GIF Nike, wo er zeitweise die Mannschaft als Mannschaftskapitän aufs Spielfeld führte. Zwischendurch war er eine Spielzeit für den Drittligisten FC Rosengård 1917 aktiv, kehrte aber nach der Spielzeit 2009 wieder zu GIF Nike zurück. Parallel war er ab 2006 bei Malmö FF in der Jugendarbeit tätig, wo er als Scout, Trainer und Leiter der Spielerentwicklung im Lauf der Zeit verschiedene Rollen wahrnahm. Anfang 2018 stieg er als Cheftrainer der U-21-Mannschaft des Klubs parallel als Trainerassistent in den Trainerstab der von Cheftrainer Magnus Pehrsson verantworteten Wettkampfmannschaft auf. Als dieser im Mai des Jahres entlassen wurde, unterstützte er zunächst den als Interimstrainer einspringenden Sportlichen Leiter Daniel Andersson sowie anschließend den neu verpflichteten Uwe Rösler. Als dieser für das Meisterschaftsspiel gegen Örebro SK im November des Jahres gesperrt war, wurde er von Georgson und Olof Persson beim 4:0-Sieg vertreten. Während der Spielzeit 2019 verkündete er seinen Abschied zum Saisonende, um im November des Jahres beim englischen Zweitligisten FC Brentford als Spezialtrainer für Spielsituationen und die Spielerentwicklung Teil des Trainerstabs zu werden. Mit dem datengetriebenen Ansatz unterstützte er die Trainingsarbeit von Thomas Frank als der Klub in der Spielzeit 2019/20 sich im Aufstiegsrennen zur Premier League etablierte und als Tabellendritter in die Play-off-Spiele einzog. Dort erreichte die Mannschaft das gegen den FC Fulham nach Verlängerung verlorene Endspiel im Wembley-Stadion.
Georgson wurde anschließend im August 2020 vom FC Arsenal abgeworben, um insbesondere einzelne Spielsituationen im Abwehrverhalten zu verbessern. Im Sommer 2021 verließ er nach einer Spielzeit das Trainerteam von Mikel Arteta, um im Zuge einer organisatorischen Umorganisierung der sportlichen Leitung beim Malmö FF dorthin zurückzukehren. Dabei übernahm er zu Jahresbeginn 2022 die Aufgaben des scheidenden Daniel Andersson. In der Spielzeit 2022 blieb jedoch der Erfolg aus. Unter Trainer Miloš Milojević gewann die Mannschaft zwar im Elfmeterschießen gegen Hammarby IF das Endspiel um den Landespokal 2021/22, rutschte aber in der Meisterschaft ins Mittelfeld ab. Daraufhin wurde der Serbe im Juli entlassen und Georgson übernahm interimistisch das Traineramt. Nachdem jedoch auch unter ihm der Erfolg ausgeblieben war, holte der Klub Anfang September Åge Hareide als Übergangstrainer bis Saisonende zurück und Georgson fokussierte sich wieder auf die Rolle des Sportchefs.
Im August 2023 kehrte Georgson in den englischen Fußball zurück, als er vom FC Southampton als Spezialtrainer für Spielsituationen verpflichtet wurde. Hier blieb er jedoch weniger als ein halbes Jahr, um zum Jahreswechsel als Cheftrainer in den norwegischen Fußball zu wechseln. Nachdem der Lillestrøm SK sich im Laufe der Spielzeit 2023 vom zum Ligakonkurrenten Vålerenga Oslo gewechselten Geir Bakke getrennt hatte, übernahmen die Interimstrainer Simon Mesfin und Eirik Bakke bis Saisonende und kurz vor Weihnachten 2023 präsentierte der Klub Georgson als Nachfolger.
Im Juli 2024 verließ Georgson Lillestrøm SK und schloss sich dem englischen Rekordmeister Manchester United an, wo er Teil des Trainerteams von Erik ten Hag wurde. Sein bisheriger Assistent Robin Asterhed übernahm interimistisch die Trainingsarbeit bei Lillestrøm SK.